# M81 (天体)
座標:  09h 55m 33.18s, +69° 03′ 55.06″
M81 (NGC 3031) は、おおぐま座にある渦巻銀河。

## 概要
M81はおよそ2500億個の星を含み、銀河系よりも小規模であると考えられている。M81は銀河の腕が中心部に向かって螺旋状に渦巻いているのがよく見え、渦巻銀河の構造がよくわかる。
ローウェル天文台の ブライアン・スキッフにより、特別に恵まれた環境において肉眼で確認することができると報告されている。
M81は双眼鏡でM82と並んで見え、小口径でも丸い形がはっきり見える。M82の細長い形とは対照的である。4インチ屈折で観察したマラスは「M81の中心部はブツブツし、外側の明るさと不同でぼんやりし、外側に沿って輪状の光点が見られる」としている。口径20cmの望遠鏡では、大きな光斑の中に微妙な濃淡を観測できる。渦状星雲の腕は口径40cmの望遠鏡から確認できる。口径50cmでは腕の濃淡や構造も確認できるようになる。
M81とM82はM81銀河群 (en:M81_Group)と呼ばれる同一の銀河群に所属しており、お互いの銀河の中心核は15万光年しか離れていない。数千万年前、M81とM82は接近遭遇し、M82は巨大なM81の重力の影響を受けて変形させられている。

## 観測史
1774年にヨハン・ボーデよってM82と同時に発見された。ボーデは「M81は星雲状の光斑。やや円形で、中央部に明るい核がある」と記した。その他、1772年から78年にかけてヨハン・ゴットフリート・ケーラーによって、また1779年8月にはピエール・メシャンによってそれぞれ独立発見されている。1781年にシャルル・メシエは「おおぐま座の耳に近い。4等か5等星に平行しており、位置はこの星から決定した。やや楕円。中心部ははっきりしており、3.5フィートの望遠鏡でよく見える」と記した。ジョン・ハーシェルは「顕著。非常に明るい核がある」と記した。1889年にロベールが写真から渦状星雲であることを確認し「核があり、境界は不明瞭で星雲状物質の輪(わ)で囲まれている」と記している。ロス卿は「アンドロメダ星雲に似て、渦状というのは回転している状態だろう」としており、実際にM81は回転が証明された最初の銀河となった。

## 画像

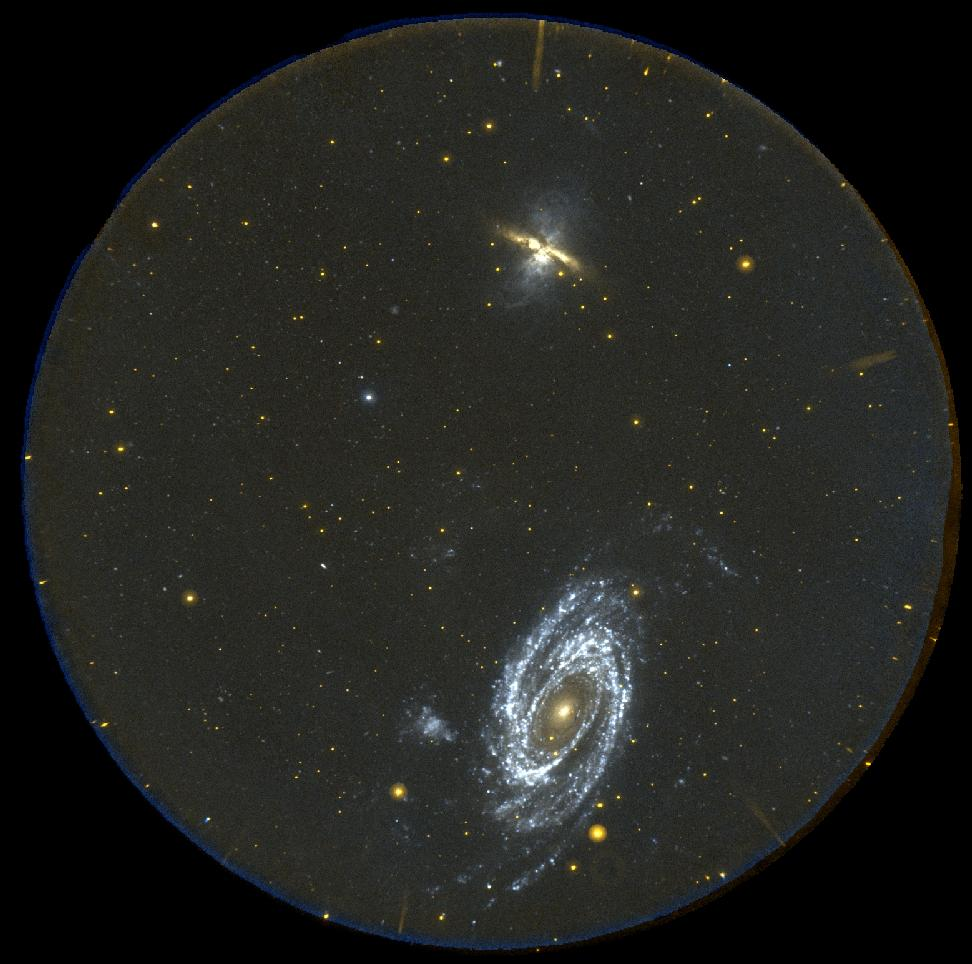
M82（上）とM81（下）